# Vườn quốc gia Saltfjellet-Svartisen
Vườn quốc gia Saltfjellet-Svartisen là một vườn quốc gia ở hạt Nordland của Na Uy. Vườn quốc gia này tọa lạc trong các đô thị Beiarn, Meløy, Rana, Rødøy, Saltdal và Bodø. Đây là một trong những vườn quốc gia lơn nhất ở Na Uy. Khu vực này có các kiến tạo núi cao với các chỏm băng, các thung lũng rừng. Vườn quốc gia này bao trùm dãy núi Saltfjellet.
Băng hà Svartisen nằm ở trung tâm vườn quốc gia Saltfjellet-Svartisen. Ở đây cũng có nhiều địa điểm nổi bật văn hóa của người Sami.